# Serbia ai XXIII Giochi olimpici invernali
La Serbia ha partecipato ai XXIII Giochi olimpici invernali, che si sono svolti dal 9 al 28 febbraio 2018 a PyeongChang, in Corea del Sud, con una delegazione composta da quattro atleti: la sciatrice alpina Nevena Ignjatović, che è stata anche la portabandiera, gli sciatori alpini Marko Stevović e Marko Vukićević ed il fondista Damir Rastić.